# Сол календар
Сол календар је предлог реформе календара Џима Ајкнера (Jim Eikner) из Остина, Тексас. Одликује се годином од 13 месеци, при чему првих 12 месеци имају по 28 дана, а последњи (Децембар) има 29 дана, одн. 30 у преступним годинама.
Месеци су именовани исто као у грегоријанском календару, осим што постоји и месец звани Сол, уметнут између Јуна и Јула.
Сваки месец исте године почиње на исти седмични дан, али месеци обично почињу различитим седмичним данима у различитим годинама. Календар за све месеце у 2008. (и свакој другој години која почиње у уторак):
| Нед | Пон | Уто | Срд  | Чет | Пет | Суб |
| --- | --- | --- | ---- | --- | --- | --- |
|     |     | 1   | 2    | 3   | 4   | 5   |
| 6   | 7   | 8   | 9    | 10  | 11  | 12  |
| 13  | 14  | 15  | 16   | 17  | 18  | 19  |
| 20  | 21  | 22  | 23   | 24  | 25  | 26  |
| 27  | 28  | 29* | 30** |     |     |     |
|     |     |     |      |     |     |     |

- * 29. децембар
- ** У преступним годинама се додаје 30. децембар

У 2008. сви месеци би почињали у уторак, а 2009. у четвртак.
Тринаест месеци би заузимало следеће периоде, по грегоријанским датумима:
```
Јануар   1. јан. - 28. јан.    Јул       16. јул - 12. авг.
Фебруар 29. јан. - 25. феб.   Аугуст    13. авг. - 9. сеп.
Март     26. феб. - 25. мар.*  Септембар 10. сеп. - 7. окт.
Април    26. мар. - 22. апр.   Октобар   8. окт. - 4. нов.
Мај      23. апр. - 20. мај    Новембар 5. нов. - 2. дец.
Јун      21. мај - 17. јун     Децембар 3. дец.* - 31. дец.
Сол      18. јун - 15. јул
```

- Датуми од 25. марта до 3. децембра су за један мањи у преступној години

Сол календар је адаптација Међународног фиксног календара, који има своје корене у Позитивистичком календару којег је предложио француски филозоф Огист Конт 1849. Конт је замислио да месеци и дани буду названи по славним људима, али Ајкнеров календар не следи тај пример.
Ајкнеров предлог се такође разликује и по томе што његов календар није вечан. Сваке године услед постојања 29. (и 30.) Децембра, први Јануар следеће године пада један (или два) седмична дана касније него претходне године. Ипак, унутар једне године, месечни календари од Јануара до Новембра су идентични.
Позитивистички и Међународни фиксни календар сугеришу додавање „преступног“ дана, како би сваки месец сваке године почињао истим седмичним даном. Пошто се ови „ванкалендарски“ дани не рачунају као део месеца или седмице, они ремете традиционални седмични циклус. Због тога се тим предлозима календара противе верске групе које држе богослужбу на одређени седмични дан (као јевреји, хришћани и муслимани).

## Одлике и предности
- Календар је назван по новом месецу Sol ("Сунце")
- Првих дванаест месецеи су идентични и имају по 28 дана
- Тринаести месец (Децембар) обично има 29 дана, 30 у преступним годинама
- Календар има исте називе месеци као и Међународни фиксни календар, укључујући и Сол; такође су очувани традиционални називи садашњих месеци
- Сол је месец између Јуна и Јула
- Постављање новог месеца Сола на средину године минимизује сезонско померање традиционалних месеци
- Очувана је стандардна 7-дневна недеља
- Очувано је грегоријанско правило преступне године
- Скоро сви професионални рачуноводствени системи нуде опцију извештаја у 13 периода. Компјутерски рачуноводствени програми ће се вероватно лако прилагодити на 13 месеци
- Постављање једног или два додатна дана на крају године омогућава да сви месеци буду идентични у својих првих 28 дана у појединачној години